# Чернавский, Сергей Алексеевич
Сергей Алексеевич Чернавский (1872—?) — русский архитектор.

## Биография

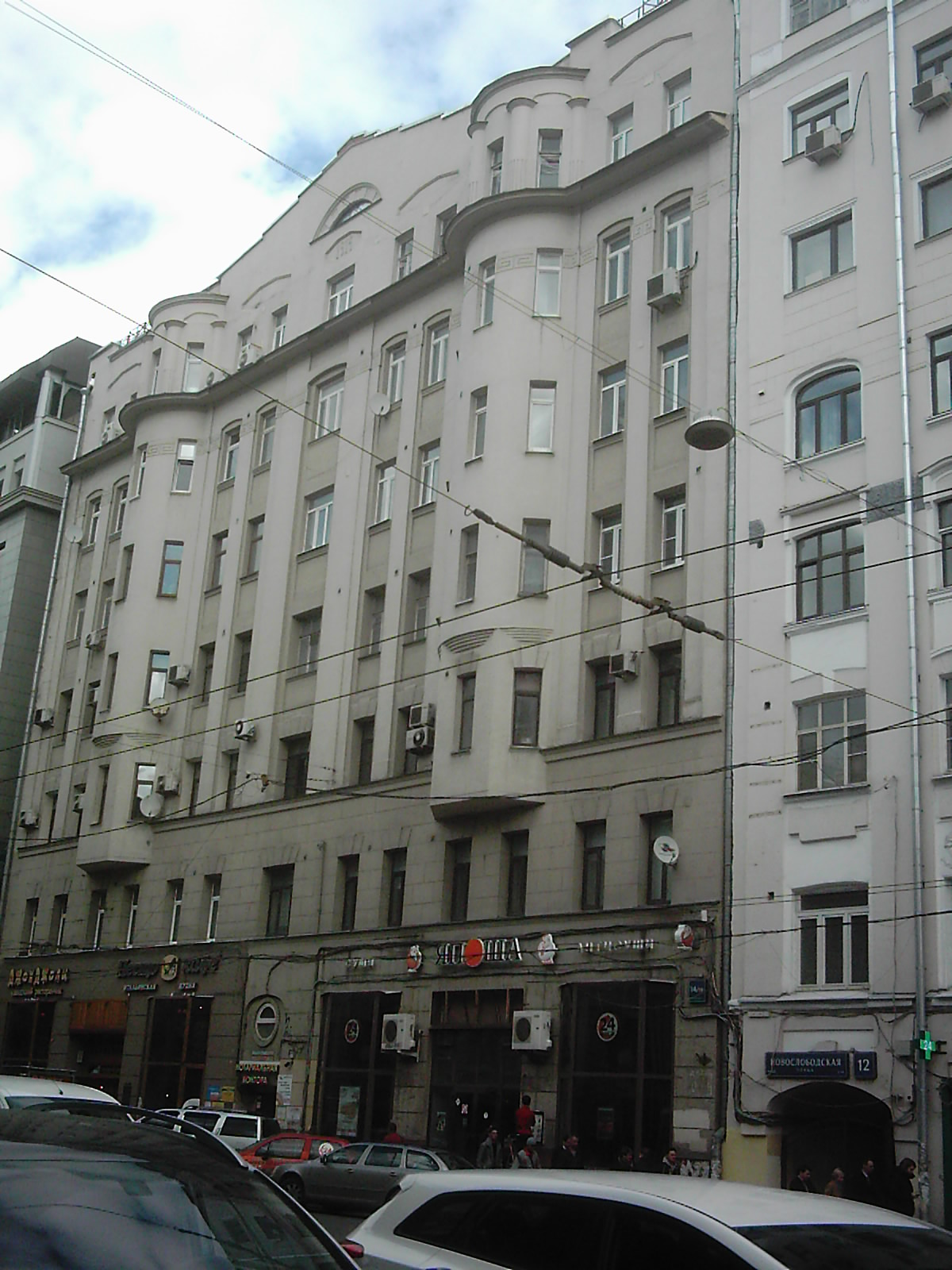
Новослободская улица, дом 14

Сергей Чернавский родился в 1872 году в селе Поречье Смоленской губернии в семье священника. В 1900 году окончил Московское училище живописи, ваяния и зодчества со званием классного художника архитектуры.
В 1896 году, ещё будучи студентом, поступил на службу в строительный отдел Московской городской управы, где занимался снятием копий. В 1911 году вступил в Московское архитектурное общество.
Автор проектов ряда доходных домов в Москве: Новослободская улица, 12 (1909), Новослободская улица, 14 (1914), проспект Мира, 36 (1910), Пестовский переулок, 9 (1910), 1-й Басманный переулок, 4, стр. 1 (1912), Пушкарёв переулок, 17 (1913).
В 1910-х годах жил в построенном по его проекту доме 12 по Новослободской улице.